# Riatina subrostriata
Riatina subrostriata är en insektsart som beskrevs av Baehr 1989. Riatina subrostriata ingår i släktet Riatina och familjen syrsor. Inga underarter finns listade i Catalogue of Life.